# Francisco Serrat y Bonastre
Francisco Serrat i Bonastre (Barcelona, 9 de gener de 1871 - Madrid, 20 de desembre de 1952) va ser un diplomàtic i ambaixador català, membre de la Junta Tècnica de l'Estat que va assumir el control de la zona controlada per les tropes revoltades després del cop d'estat que va donar inici a la Guerra Civil Espanyola. Va exercir també la seva labor diplomàtica durant els governs d'Alfons XIII, Primo de Rivera i de la II República.

## Biografia
Nascut a Barcelona el 1871, fill de Josep Serrat i Borras comerciant natural de L'Ametlla del Vallès i de Concepció Bonastre i Sabatés natural de Piera, Serrat i Bonastre estava casat amb Carmen Valera Delavat, filla de Juan Valera y Alcalá Galiano i per tant, germana del Marquès de Villasinda. Va iniciar la seva activitat diplomàtica en 1896, durant el regnat d'Alfons XIII, com a agregat de l'ambaixada d'Espanya en Roma. En 1897 va passar a exercir les mateixes funcions en Lisboa. Després va exercir com a secretari en les ambaixades a Washington (1899), de nou Lisboa (1899), i Berlín (1906).
Alternant amb les seves funcions en Madrid com a membre del Ministeri, va anar també Secretari de primera classe en l'ambaixada de Petrograd (1905). Després de romandre com a encarregat de l'organització judicial en el Marroc des de 1913, de 1915 a 1919 va actuar en diferents períodes com a cap de la delegació espanyola a Tànger, època durant la qual va ser construït el modern consolat espanyol a la ciutat. Aquesta etapa en el nord d'Àfrica va estar interrompuda per períodes com a cap de la diplomàcia espanyola en Bucarest, Sofia i Belgrad (1914) i Tòquio (1915).
Ja sota la dictadura de Primo de Rivera, al juliol de 1924 s'incorpora com a ministre plenipotenciari a Bucarest, i a l'agost del mateix any, assumeix el mateix càrrec a Belgrad. Va ser així mateix el president de la delegació espanyola que va negociar i va signar el Tractat de Límits d'Espanya i Portugal de 1926, i al juliol d'aquest any, Ministre plenipotenciari a Viena.
El 14 d'abril de 1931 va ser proclamada la Segona República Espanyola, i el 31 de juliol va ser nomenat ambaixador d'Espanya en l'Havana, càrrec que va assumir el 15 d'octubre següent. Durant el període republicà, va exercir també les funcions d'ambaixador a Washington i Ministre plenipotenciari a Varsòvia.
Amb l'esclat de la Guerra Civil Espanyola, Serrat i Bonastre va mostrar la seva fidelitat al bàndol revoltat, i per la Llei d'1 d'octubre de 1936, va ser nomenat Secretari de Relacions Exteriors de la Junta Tècnica de l'Estat. En 1938 la secretaria es va dissoldre per donar pas al Ministeri de Relacions Exteriors, que va ser dirigit per Francisco Gómez-Jordana Sousa. Alhora, Bonastre es va enemistar amb Nicolás Franco i fou perseguit pel règim que havia ajudat a crear. Aleshores va marxar a Suïssa, on va formar part del consell privat de Joan de Borbó. Va tornar a Madrid poc abans de morir el 1952.

## Imputat per crims contra la humanitat i detenció il·legal
En 2008, va ser un dels trenta-cinc alts càrrecs del franquisme imputats per l'Audiència Nacional en el sumari instruït per Baltasar Garzón pels presumptes delictes de detenció il·legal i crims contra la humanitat que suposadament haurien estat comesos durant la Guerra civil espanyola i els primers anys del règim de Franco. El jutge va declarar extingida la responsabilitat criminal de Serrat quan va rebre constància fefaent de la seva defunció, esdevingut cinquanta-sis anys abans. La instrucció de la causa fou tan polèmica que Garzón arribà a ser acusat de prevaricació, jutjat i absolt pel Tribunal Suprem.